# Prisoner (singel Miley Cyrus)
Prisoner – utwór amerykańskiej piosenkarki Miley Cyrus wydany 19 listopada 2020 roku przez wytwórnię RCA Records jako drugi singel promujący jej siódmy album pt. Plastic Hearts (2020). W utworze gościnnie wystąpiła Dua Lipa, która współpracowała z Cyrus oraz Andrew Wotman, Jordan K. Johnson, Marcus Lomax, Michael Pollack, Stefan Johnson, Ali Tamposi i Jonathan Bellion przy tworzeniu tekstu.

## Teledysk
Teledysk do singla był kręcony w dniach 30 września – 1 października 2020 roku na Brooklynie w Nowym Jorku. Obraz wyreżyserowały wspólnie Cyrus i Alana O'Herlihy. 18 listopada Cyrus udostępniła w swoich mediach społecznościowych 20 sekundową zapowiedź dzieła, którego premiera nastąpiła dzień później na platformie YouTube.

## Notowania
| Lista przebojów (2020)                 | Najwyższa pozycja |
| -------------------------------------- | ----------------- |
| Australia (Top 50 Singles)             | 13                |
| Austria (Ö3 Austria Top 40)            | 15                |
| Belgia (Ultratop 50 Singles, Flandria) | 28                |
| Belgia (Ultratop 50 Singles, Walonia)  | 31                |
| Chorwacja (HTR)                        | 1                 |
| Czechy (Singles Digitál Top 100)       | 14                |
| Dania (Tracklisten)                    | 18                |
| Francja (Top Singles & Titres)         | 76                |
| Finlandia (Suomen virallinen lista)    | 15                |
| Holandia (Single Top 100)              | 20                |
| Irlandia (Singles Chart)               | 5                 |
| Kanada (Billboard Canadian Hot 100)    | 17                |
| Litwa (AGATA)                          | 4                 |
| Łotwa (Latvijas Radio)                 | 1                 |
| Niemcy (Media Control Charts)          | 20                |
| Norwegia (Top 40 Singles)              | 11                |
| Nowa Zelandia (Recorded Music NZ)      | 24                |
| Polska (AirPlay – Top)                 | 11                |
| Portugalia (AFP)                       | 12                |
| Singapur (RIAS)                        | 27                |
| Słowacja (Singles Digitál Top 100)     | 10                |
| Słowenia (SloTop50)                    | 10                |
| Stany Zjednoczone (Hot 100)            | 54                |
| Szwajcaria (Singles Top 100)           | 11                |
| Szwecja (Sverigetopplistan)            | 23                |
| Węgry (Single (track) Top 40 lista)    | 7                 |
| Wielka Brytania (UK Singles Chart)     | 8                 |
| Włochy (FIMI)                          | 34                |

## Certyfikaty i sprzedaż
| Kraj                         | Certyfikat          | Sprzedaż   |
| ---------------------------- | ------------------- | ---------- |
| Australia (ARIA)             | 2x platynowa płyta  | 140 000+   |
| Austria (IFPI Austria)       | platynowa płyta     | 30 000+    |
| Belgia (BEA)                 | złota płyta         | 20 000+    |
| Brazylia (Pro-Música Brasil) | 2x diamentowa płyta | 320 000+   |
| Dania (IFPI Danmark)         | platynowa płyta     | 90 000+    |
| Francja (SNEP)               | złota płyta         | 100 000+   |
| Hiszpania (Promusicae)       | złota płyta         | 20 000+    |
| Kanada (MC)                  | złota płyta         | 40 000+    |
| Meksyk (AMPROFON)            | platynowa płyta     | 140 000+   |
| Niemcy (BVMI)                | złota płyta         | 200 000+   |
| Norwegia (IFPI Norge)        | złota płyta         | 30 000+    |
| Polska (ZPAV)                | platynowa płyta     | 20 000+    |
| Portugalia (AFP)             | 2x platynowa płyta  | 20 000+    |
| Stany Zjednoczone (RIAA)     | platynowa płyta     | 1 000 000+ |
| Szwajcaria (IFPI Schweiz)    | złota płyta         | 10 000+    |
| Szwecja (GLF) (streaming)    | złota płyta         | 4 000 000+ |
| Wielka Brytania (BPI)        | platynowa płyta     | 600 000+   |
| Włochy (FIMI)                | platynowa płyta     | 70 000+    |